# Ayrton Senna's Super Monaco GP II
Ayrton Senna's Super Monaco GP II (conocido como Super Monaco GP II) es un juego de carreras de Fórmula 1 para un solo jugador (dos en la Game Gear) de Sega bajo la supervisión de Ayrton Senna. Fecha de lanzamiento 1992. Es la secuela de Super Monaco GP.

## Versión 8 bits

### Modalidades de juego
- Práctica libre, donde se corre por el mejor tiempo en el circuito que se desee.
- Campeonato del mundo, donde se compite contra Ayrton Senna por lograr la corona de campeón en las 16 pruebas del campeonato.

### Puesta a Punto
Antes de empezar cada prueba es preciso poner a punto el monoplaza en los boxes para cada circuito, las posibilidades son las siguientes:
- Alerón: plano o alto
- Transmisión: automática o manual (6 velocidades)
- Neumáticos: blandos (tipo C) o duros (tipo B)
- Relación de la transmisión: alta aceleración o alta velocidad.

### Los Grandes Premios
Los circuitos que aparecen en el juego corresponden a los de la temporada 1991, e incluyen un tutorial escrito por Ayrton Senna para cada uno de ellos con consejos y pistas sobre la puesta a punto. Al iniciar un Gran Premio durante la temporada de campeonato, se plantea la posibilidad de:
- Puesta a punto del vehículo, donde veremos los tiempos de calificación del resto de pilotos.
- Dar una vuelta de calificación, donde correremos una vuelta tantas veces como queramos para luchar por un puesto en la grilla.
- Carrera, donde competiremos contra el resto de pilotos dando entre 4 y 6 vueltas a cada circuito. El sistema de puntos es el real de la FIA en 1991, y como el juego no dispone de su licencia, los nombres de los pilotos son inventados, siendo similares a los de su predecesor el Super Monaco GP, A. Picos, E. Cotman, A. Asselin, G. Ceara, todos ellos son nombres que si se combinan forman los verdaderos nombres de pilotos de la época. Solamente Ayrton Senna es el único real que aparece, y el verdadero rival del juego. De hecho es el compañero de equipo del jugador, con un monoplaza amarillo y rojo, una mezcla de los colores de Williams y McLaren. El resto de monoplazas es de color verde.

## Versión 16 Bits

### Equipos y Pilotos
Los 16 equipos se basan en los equipos que corrieron en la  Temporada de Fórmula 1 1991. A excepción de Senna, los nombres de los demás pilotos no se incluyeron por problemas con la licencia. Sin embargo, los nombres utilizados guardan relación con los reales.
| Piloto   | Nacionalidad      | Piloto real  | Constructor | Equipo real | Nación                  |
| -------- | ----------------- | ------------ | ----------- | ----------- | ----------------------- |
| A. Senna | Bandera de Brasil | Ayrton Senna | Madonna     | McLaren     | Bandera del Reino Unido |

| Piloto   | Nacionalidad            | Piloto real        | Constructor | Equipo real | Nación                  |
| -------- | ----------------------- | ------------------ | ----------- | ----------- | ----------------------- |
| N. Jones | Bandera del Reino Unido | Nigel Mansell      | Millions    | Williams    | Bandera del Reino Unido |
| I. Germi | Bandera de Italia       | Ivan Capelli       | Firenze     | Ferrari     | Bandera de Italia       |
| M. Blume | Bandera de Alemania     | Michael Schumacher | Bestwal     | Benetton    | Bandera de Italia       |

| Piloto    | Nacionalidad         | Piloto real       | Constructor | Equipo real | Nación                  |
| --------- | -------------------- | ----------------- | ----------- | ----------- | ----------------------- |
| G. Gould  | Bandera de Canadá    | Gilles Villeneuve | Tyrant      | Tyrrell     | Bandera del Reino Unido |
| L. Dufay  | Bandera de Italia    | Andrea de Cesaris | Joke        | Jordan      | Bandera de Irlanda      |
| K. Alfven | Bandera de Finlandia | J.J. Lehto        | Dardan      | Dallara     | Bandera de Italia       |
| J. Nono   | Bandera de Italia    | Gianni Morbidelli | Minarae     | Minardi     | Bandera de Italia       |

| Piloto    | Nacionalidad       | Piloto real        | Constructor | Equipo real | Nación                  |
| --------- | ------------------ | ------------------ | ----------- | ----------- | ----------------------- |
| W. Dehehe | Bandera de Brasil  | Roberto Moreno     | Losel       | Lotus       | Bandera del Reino Unido |
| P Arai    | Bandera de Japón   | Aguri Suzuki       | Lares       | Larrousse   | Bandera de Francia      |
| J. Rampal | Bandera de Francia | Olivier Grouillard | Feet        | Footwork    | Bandera del Reino Unido |
| Player    | N/A                | N/A                | Serga       | SEGA        | N/A                     |

| piloto     | Nacionalidad       | Piloto real                   | Constructor | Equipo real   | Nación                  |
| ---------- | ------------------ | ----------------------------- | ----------- | ------------- | ----------------------- |
| T. Chardin | Bandera de Francia | Érik Comas                    | Rigel       | Equipe Ligier | Bandera de Francia      |
| P. White   | Bandera de Austria | Karl Wendlinger/David Brabham | Blanche     | Brabham       | Bandera de Australia    |
| A. Delvaux | Bandera de Bélgica | Bertrand Gachot               | Cool        | Coloni        | Bandera de Italia       |
| K. Yepes   | Bandera de España  | Pedro Chaves                  | Moon        | March         | Bandera del Reino Unido |

### Los Grandes Premios
A diferencia de su predecesor, el Super Monaco GP, se siguió de forma más estricta el calendario de las carreras de 1991. Las pistas son muy parecidas a las actuales. La lluvia era una posibilidad cuando se corría en Brasil, Canadá, Gran Bretaña, Bélgica, Japón o Australia.
Las pistas eran las siguientes:
| 1. Estados Unidos - Phoenix, Estados Unidos 2. Brasil - Interlagos, Brasil (Nuevo en el juego) 3. San Marino - Imola, San Marino 4. Mónaco - Monaco 5. Canadá - Montreal, Canadá 6. México - Ciudad de México, México 7. Francia - Magny-Cours, Francia (Nuevo en el juego) 8. Reino Unido - Silverstone, Gran Bretaña | 1. Alemania - Hockenheim, Alemania 2. Hungría - Hungaroring, Hungría 3. Bélgica - Spa-Francorchamps, Bélgica 4. Italia - Monza, Italia 5. Portugal - Estoril, Portugual 6. España - Barcelona, España (Nuevo en el juego) 7. Japón - Suzuka, Japón 8. Australia - Adelaida, Australia |